# Vem dömer
La prova del fuoco (Vem dömer) è un film svedese del 1922, diretto da Victor Sjöström. 

## Trama
La vicenda si svolge alcuni secoli or sono. Ursula è destinata al matrimonio con un uomo che non ama affatto, lo scultore Anton, già in là con l’età, mentre il suo vero amore è Bertram, il figlio del borgomastro del paese, e la cosa è più o meno risaputa. Ella prega il Crocifisso di farle trovare una via d’uscita, insistendo sui noti versi del Padre nostro, che chiedono al Signore di non indurre il fedele in tentazione e di liberarlo dal male, ma invano: il matrimonio ha luogo. Il suo sincero legame con Bertram viene allora ad essere tacciato come esecrabile peccato, il che getta Ursula nella disperazione. Intanto Anton sta eseguendo una scultura della Vergine Maria, prendendo la moglie come modella.
Un frate itinerante offre ad Ursula i prodotti del proprio monastero: erbe officinali, fra le quali anche alcune, che, se non sottoposte ad adeguato dosaggio, possono risultare anche letali. Ursula chiede al frate di riempire il doppiofondo di un suo anello con una polvere velenosa, che intende acquistare. Il frate, per quanto molto dubbioso, sta per esaudire l’ordine di lei, ma, quando ode Ursula proporre in segreto a Bertram un doppio suicidio, sostituisce il veleno con un’altra sostanza.
Poi il frate si reca nella locale osteria, e riferisce al borgomastro, e a tutti gli astanti, la parte iniziale della propria recente esperienza, ovvero la richiesta da parte di Ursula di un veleno. Il frate non fa in tempo a completare il suo racconto, perché Anton, udito il fatto che la moglie avrebbe un amante, aggredisce il frate e lo fa allontanare. Anton, che ama sinceramente Ursula, agitatissimo, torna a casa, e si fa preparare da lei una bevanda. Ursula allora si fa indurre in tentazione, contrariamente a quanto aveva chiesto al Signore, e mescola il contenuto del suo anello alla bevanda. Anton, senza neanche berla, improvvisamente muore.
La coppa contenente la bevanda viene ritrovata, e, grazie ad alcuni indizi, si giunge alla conclusione che il defunto avrebbe bevuto da quella coppa, di modo che Ursula viene sospettata di omicidio per avvelenamento. Quando Ursula si rifiuta di bere dalla coppa, ed anzi ne getta via il contenuto quando Bertram si offre di bere, i sospetti si tramutano in un'accusa: Ursula, si dice, ha avvelenato il marito. Gli umori biecamente punitivi della folla si stanno attizzando verso Ursula. Quando il frate riappare e rivela di aver sostituito il veleno con una sostanza innocua, Ursula viene scagionata. Bertram, nonostante l’evidenza razionale, comincia ad avere dubbi sull’innocenza di Ursula.
Alla veglia funebre di Anton, nella chiesa dedicata alla Madonna, il Crocifisso piange lacrime di sangue, ed il caso si riapre: il miracolo pare indicare la colpevolezza di Ursula. Bertram stesso, dubbioso davanti alle precedenti dimostrazioni razionali, pare non dubitare della forza cogente del miracolo, così come fa la folla.
Il priore dichiara che il caso è indecidibile di fronte al giudizio umano: occorre un Giudizio di Dio, sotto forma dell’attraversamento, da parte dell’imputata, di una lunga pira, al termine della quale c’è un’immagine di Cristo. Nel caso che Ursula avesse attraversato indenne il rogo, allora sarebbe stata provata la sua innocenza.
Ursula, tuttavia, pur sentendosi interiormente colpevole per aver tentato di eliminare il marito, argutamente deduce che l’Onnipotente avrebbe già dato il proprio giudizio, poiché ha fatto morire Anton senza che lei ne avesse alcuna colpa, e rifiuta di sottoporsi alla prova, chiedendosi chi avrebbe dovuto giudicarla: gli uomini o Dio? 
Bertram allora alla fine si risolve nel ritenere Ursula esente da ogni colpa: egli giura su Dio che la giovane è innocente, e ottiene di essere sottoposto al giudizio di Dio al posto suo. Se non lo avesse superato, allora entrambi sarebbero stati giudicati colpevoli, in virtù del valore sacrale del suo giuramento.
Nelle ore estreme Ursula si confida col frate, che, alquanto laicamente le dice che una cattiva intenzione non porta per ciò stesso al giudizio negativo. Ursula rievoca nel ricordo la sera della morte dl marito: solo allora si rende conto che Anton l’avrebbe scorta versare quello che entrambi credevano essere un veleno nella bevanda. Questo solo fatto, quello di averla vista compiere una tale azione, pensa Ursula, potrebbe essere stato sufficiente a condurre il già debilitato Anton alla morte per crepacuore.
Ursula allora giudica sé stessa colpevole, ed alla fine si sottomette al giudizio di Dio, sostituendo, all’ultimo momento, Bertram. Dall’altra parte del rogo sta l’immagine di Gesù, che con estrema benevolenza, secondo il racconto evangelico, aveva assunto su di sé i peccati dell’uomo, perdonandoli purché ci fosse pentimento. Agli occhi di Ursula il Salvatore si manifesta sotto forma di Anton, che, benevolente e sorridente, per quanto, in ultima analisi, colpevole di non aver prestato sufficiente attenzione alle esigenze della sposa, la trae, illesa, oltre il rogo. 

## Da insuccesso a capolavoro
Per questo film, che «racconta la tragica vicenda ambientata nella Firenze rinascimentale, (...) Sjöström ottenne un contratto a Hollywood con la MGM ma, (...) fu un grosso insuccesso di pubblico e di critica». La sintonia tra il regista e lo scrittore e sceneggiatore Hjalmar Bergman sembra perduta Fu il soggetto e anche la qualità formale, è stato scritto, una delle ragioni principali per cui il regista fu invitato negli Stati Uniti nello stesso anno dell'uscita del film. Il film è inserito nella scaletta dei capolavori delle Giornate del cinema muto di Pordenone del 2017 e la stampa ha parlato in proposito di «una recitazione equilibrata e un’esplorazione psicologica e morale dei personaggi assolutamente moderne».